# 宮下あきら
宮下 あきら（みやした あきら、1953年10月8日 - ）は、日本の漫画家。男性。血液型A型。代表作に『魁!!男塾』など。

## 経歴
東京都生まれ、三鷹市中原出身。小学生の頃より横山光輝の『伊賀の影丸』に影響を受け漫画を描き始める。
都立神代高校在学中にジミ・ヘンドリクスの影響を受け音楽にのめりこみ、卒業後はバンドマンとしてキャバレーなどで演奏をしていたが、音楽ではいつまで経っても食っていけないだろうと思い、自分が幼い頃に漫画家に憧れていたことを思い出し、漫画家を目指す。出版社に持ち込みを続けていたところ、編集者から高橋よしひろを紹介され、そのアシスタントになる。
第21回（78年度下期）少年マガジン新人漫画賞で『少年勝負師ケン』が佳作となり、1978年末の『少年マガジン増刊号』（1979/01/25号）に掲載され、デビューとなる。
1979年、高橋の師匠である本宮ひろ志からの紹介で集英社『週刊少年ジャンプ』に『私立極道高校』を連載開始。しかし滋賀県出身のアシスタントが、作中に無断で同県の実在する学校名などを出したことにより、滋賀県教育委員会などから抗議を受けた。宮下は監督不行届を問われる形となり、『私立極道高校』は『週刊少年ジャンプ』1980年11号で打ち切りとなった。なお、学帽政ら主要キャラクターは次作『激!!極虎一家』に引き続き登場している。
1985年より『週刊少年ジャンプ』で代表作となる『魁!!男塾』を連載開始。これが大ヒットとなり、連載は6年、単行本は34巻を刊行した。
2002年11月に発売されたヒップホップのコンピレーションアルバム『男塾伝説』のジャケット（中心人物である塾長シーモネーター（現・SEAMO）と元ネタである江田島平八が肩を組んでいる）を描いている。
2003年6月に発売された、ダンスグループ「PaniCrew」のグループ内ユニット「魁!ジョッパーズ（さきがけ!ジョッパーズ）」のデビューアルバムのジャケットに宮下が描いた、メンバーをモデルにしたキャラクターのイラストが使われている。
2012年1月20日に絶版となっていた『私立極道高校』が集英社より『復活版』として上下巻で刊行された。

## 人物
- 情に篤いバンカラ硬派の学生がライバル、宿敵と大喧嘩を繰り広げるという作品を描き続けている。作品中には極道物が多い。その一方でごく初期の作品を除いてコミカルな描写も多く、宮下自身も「硬派な男のカッコ良さと馬鹿さ加減の両方を描きたいと思って描いている」と語っている[5]。他にも特筆すべき物として自分の作品内に、「民明書房」などのいかにもありそうな出版社の書籍から引用した解説文を出しており、当時その出版社の本を求め本屋などに問い合わせる電話が急増。また宮下によれば、「民明書房」の内容は誤りであると編集部に抗議もあったという。それら解説を纏めた書籍『民明書房大全』（創業者・大河内民明丸の出生物語も収録）が発売された。後に宮下本人が架空の出版社であることを告白している。
- 宮下の父は捜査一課に所属していたこともある警視庁の刑事であり、これがハードボイルド風の作品『ボギー THE GREAT』を生み出すことになったと単行本で述べている。
- ジミ・ヘンドリックスのファンであり、度々作中に登場させている。作中においては、ロックなどの現代西洋音楽を好む若者が悪役的立場であり、日本の伝統音楽愛好家が主人公側として描かれる場合も多い。
- ネームを描かずに下描きに入り、本人もその方がアドリブ的な面白さがあると語る[2][6]。
- 一時期音楽スタジオを所有していた。現在は音楽スタジオを潰して、ホームシアターとなっているが、元々音楽スタジオで防音のため、大好きなギターを弾くこともできるという。
- 非常に親思いの人物で、親がらみのことになると情に絆されやすい一面がある。荻野真は自身の作品『孔雀王』の後書にて、「宮下先生に（荻野がデビュー前の原稿を『週刊ヤングジャンプ』の賞に持ち込んだ時、宮下は選考委員の一人だった）、親に顔向けがしたいんですとお願いし予選を通してもらった」と述懐している。
- 高橋よしひろのアシスタントを務めていたときに、『白い戦士ヤマト』で闘犬場の観衆を描いたが、それが全員ヤクザのような姿だったため編集に描き直させられ、高橋は「二度と宮下に観衆を描かせるな」と言われた[7]。
- 2015年、愛車のフェラーリをだまし取られる詐欺に遭う[8][9]。
- 駆け出しのころの宮下にとって吉野家の牛丼はご馳走であり、「いつか好きなだけ食べられることを夢見て頑張っていた」という[10]。

## 作品リスト

### 連載
- 私立極道高校（『週刊少年ジャンプ』1979年21号 - 1980年11号）
- 激!!極虎一家（『週刊少年ジャンプ』1980年35号 - 1982年44号）
- 嗚呼!!毘沙門高校（『週刊少年ジャンプ』1983年4号 - 25号）
- ボギー THE GREAT（『週刊少年ジャンプ』1983年52号 - 1984年30号）
- 魁!!男塾（『週刊少年ジャンプ』1985年22号 - 1991年35号）
- 瑪羅門の家族（『週刊少年ジャンプ』1992年25号 - 1993年12号）
- BAKUDAN（『週刊少年ジャンプ』1994年42号 - 1995年8号）
- 世紀末博狼伝サガ（『スーパージャンプ』1995年10号 - 1998年18号）
- 天より高く（『週刊プレイボーイ』1995年 - 2002年）
- 曉!!男塾 青年よ、大死を抱け（『スーパージャンプ』2001年11号 - 2010年10号）
- 天下無双 江田島平八伝（『オースーパージャンプ』2003年 - 2010年）
- 私立極道高校2011（『週刊漫画ゴラク』2011年7月8日号 - 2012年11月30日号）
- 極!!男塾（『週刊漫画ゴラク』2014年4月18日号 - 2016年11月25日号）
- 真!!男塾（『週刊漫画ゴラク』2016年12月9日号 - 2019年5月10・17日合併号）[11]

### 読み切り
- 少年勝負師ケン（『少年マガジン増刊号』1979年1月25日号）
- 嗚呼 桜田門（『週刊少年ジャンプ』1980年11号）
- 学帽政 放浪編（『フレッシュジャンプ』1983年4月号）
- 菊一輪（『週刊少年ジャンプ』1983年37号）
- 空燃ゆる（『フレッシュジャンプ』1983年9月号）
- やばいYATSURA（『スーパージャンプ』1988年12月号）
- 任侠!!マスラオ部屋（『週刊少年ジャンプ』1993年36号）
- EDAJIMA -わしが江田島平八である-（『スーパージャンプ』1998年22号） - スーパージャンプ特別編集『天下無双 江田島平八伝 総集編』（2004年）に加筆版が掲載
- 大河内民明丸評伝 果てること未だ知らず（『民明書房大全』、2004年） - 『スーパージャンプ』2004年23号に加筆版が掲載
- 拳食同源 特級厨房師 王大人（『オースーパージャンプ』2010年4月号）
- HANZO（『スーパージャンプ』2011年4号）
- 魁!!俺の青春塾（週刊ヤングジャンプ増刊『アオハル bitter』、2012年）
- どんばれ 〜どん兵衛物語〜（どん兵衛公式サイト、2017年）

### 原案協力
いずれも『魁!!男塾』のスピンオフ作品。
- 男塾外伝 伊達臣人（作画：尾松知和、『別冊漫画ゴラク』2014年6月号 - 2015年2月号、『漫画ゴラクスペシャル』2015年4月号 - 2017年8月号、『ゴラクエッグ』2017年8月10日 - 2021年9月10日、全10巻）
- 男塾外伝 紅!!女塾（作画：サイトウミチ、『ゴラクエッグ』2015年1月23日 - 2017年8月30日、全5巻） - 女塾を舞台とした姉妹作
- 男塾外伝 大豪院邪鬼（作画：柳田東一郎、『ゴラクエッグ』2015年5月25日 - 2019年2月28日、『漫画ゴラクスペシャル』2019年6月号 - 2020年10月15日、全9巻）
- 男塾外伝 赤石剛次（作画：竹添裕史、『ゴラクエッグ』2016年5月25日 - 2019年5月30日、全5巻）
- 僕!!男塾（原作：宮川サトシ、作画：近藤和寿、『ゴラクエッグ』2017年4月10日 - 2019年3月20日、全2巻）
- 男塾外伝 死天王（作画：柳田東一郎、『ゴラクエッグ』2019年5月13日 - 2020年10月30日、全2巻）
- 男塾外伝 J（作画：近藤和寿、『マンガTOP』2020年6月18日 - 、全1巻）

## 関連書籍
- 民明書房大全

## その他
竜の子ファイター（PCエンジン トンキンハウス）
1989年にトンキンハウスより発売されたPCエンジン用のゲームソフト。宮下ワールドに引き込まれた少年が漫画内の世界を冒険していくという内容のアクションゲーム。宮下はキャラクターデザインおよびパッケージイラストなどを担当。
ももクロ男祭り2015 in 太宰府
2016年5月11日発売。2015年に開催されたももいろクローバーZ同名イベントのライブBlu-ray&DVD。宮下はパッケージイラストを担当。男塾シリーズ同様ももクロメンバー5人をバンカラ学生に描いたデザインになっている。また、裏パッケージには男塾塾生が声を上げて歌う様子が描かれている。

## 関連人物
- 高橋よしひろ - アシスタントとして師事。
- 本宮ひろ志 - 高橋の師匠。宮下が慕う人物の一人。
- 今泉伸二 - 宮下のアシスタント。
- 吉村拓也 - 宮下のアシスタント。
- 猿渡哲也 - 同僚・友人。同じく格闘技を扱った作品が多い。
- 原哲夫 - 同僚・友人。